# Stade Partenio
 (décembre 2023).
Si vous disposez d'ouvrages ou d'articles de référence ou si vous connaissez des sites web de qualité traitant du thème abordé ici, merci de compléter l'article en donnant les références utiles à sa vérifiabilité et en les liant à la section « Notes et références ».
Le Stade Partenio-Adriano Lombardi est un stade de football italien situé à Avellino, en Campanie, construit entre 1970 et 1973.
D'une capacité de 10 125 places, l'enceinte accueille les matchs de football de l'Unione Sportiva Avellino 1912 qui évolue en Serie C.

## Histoire
La finale retour de la Coupe UEFA 1989-1990 entre la Juventus et la Fiorentina s'est jouée au Stade Partenio.